# Mad Libs
Das Improvisationsspiel Mad Libs (aus dem Englischen „ad lib“, was wiederum aus dem Lateinischen „ad libitum“ – „nach Belieben“, kommt) ist ein Spiel aus Worten mit einem vorgegebenen Lückentext. Ein Spieler fordert eine Reihe von Wörtern von einem anderen Spieler, um sie in Lücken einer Geschichte einzufügen. Diese Einfügungen haben einen lustigen Effekt, wenn die Geschichte laut vorgelesen wird. Das Spiel ist besonders bei amerikanischen Kindern beliebt und wird oft als Partyspiel oder zum Zeitvertreib gespielt.
Mad Libs wurde 1953 von Leonard B. Stern und Roger Price erfunden. 1958 veröffentlichten sie selbst das erste „Mad Libs“-Buch. Der Verlag Price Stern Sloan, heute ein Unterverlag der Penguin Group, der von Price und Stern gegründet wurde, veröffentlichte bis heute viele weitere.

## Ablauf
Mad-Libs-Bücher haben eine kurze Geschichte auf jeder Seite, allerdings stehen anstelle der wichtigsten Wörter Leerzeichen. Unter jedem davon sind Informationen angegeben, die die einzusetzenden Wörter spezifizieren (z. B. Substantiv, Verb, Ort oder Körperteil.) Ein Spieler bittet die anderen Spieler reihum um Wörter, die diesen Spezifizierungen entsprechen und die er in die Lücken einsetzen kann, allerdings ohne den Zusammenhang des gesuchten Wortes zu erklären. Zuletzt wird die fertige Geschichte vorgelesen. Das Ergebnis ist normalerweise lustig, surreal und meistens Unsinn.
Ein Beispiel für einen Mad-Libs-Satz:
```
„Eines Tages ___________________________ ______ nach New York, um ____________ zu sehen.“
              Verb (Vergangenheitsform)   Name                     Substantiv
```

Nach dem Spiel könnte das herauskommen:
```
„Eines Tages 
aß
 
Marco Polo
 nach New York, um 
ein Ei
 zu sehen.“
```

Mad Libs wurde oft imitiert, die meisten Imitationen befinden sich im Internet. Sie werden manchmal für Sprachlehrzwecke verwendet.
In Deutschland ist ein ähnliches Spiel unter dem Namen Onkel Otto sitzt in der Badewanne bekannt. Die englische Sprache, in der Substantive, Verben und Adjektive kaum gebeugt werden, bietet für dieses Spiel weitaus günstigere Bedingungen als die deutsche.

## Bücher (englisch)
- The Original Mad Libs 1 (Mad Libs) – ISBN 0-8431-0055-9
- Cool Mad Libs (Mad Libs) – ISBN 0-8431-7660-1
- Mad Mad (MadLibs) – ISBN 0-8431-7441-2
- Worst Case Scenario Mad Libs (Mad Libs) – ISBN 0-8431-0298-5
- Napoleon Dumb Mad Libs (Mad Libs) – ISBN 0-8431-2011-8
- Goofy Mad Libs (Mad Libs) – ISBN 0-8431-0059-1
- Vacation Fun Mad Libs (Mad Libs) – ISBN 0-8431-1921-7
- Off-The-Wall Mad Libs (Mad Libs) – ISBN 0-8431-0108-3
- Mama’s Got A Brand New (Diaper) Bag! (Adult Mad Libs) – ISBN 1-59609-202-5
- Dysfunctional Family Therapy (Mad Libs) – ISBN 1-59609-181-9
- Night of the Living Mad Libs (Mad Lbs) – ISBN 0-590-48468-0
- Once Upon A Mad Libs Junior (Mad Libs Junior) – ISBN 0-8431-0768-5
- Mad Libs 40th Anniversary Edition (Mad Libs) – ISBN 0-8431-7823-X
- Super Silly Mad Libs Junior (Mad Libs Junior) – ISBN 0-8431-0758-8
- Sports Star Mad Libs Junior (Mad Libs Junior) – ISBN 0-8431-0770-7
- School Rules! Mad Libs Junior (Mad Libs Junior) – ISBN 0-8431-0853-3
- Bachelorette Bash (Mad Libs) – ISBN 1-59609-178-9
- Animals, Animals, Animals! Mad Libs Junior (Mad Libs Junior) – ISBN 0-8431-0951-3
- Keepers and Losers Mad Libs (Mad Libs) – ISBN 1-59609-150-9
- Mad Libs from Outer Space (Mad Libs) – ISBN 0-8431-2443-1
- Camp Daze Mad Libs (Mad Libs) – ISBN 0-8431-2239-0
- Mad Libs for President (Mad Libs) – ISBN 0-439-69679-8
- Scooby-Doo Halloween Mad Libs Hanna-Barbera
- The Powerpuff Girls Mad Libs – ISBN 0-8431-7738-1
- Family Guy Mad Libs
- American Dad Mad Libs
- Mad Libs on the Road
- Operation Mad Libs – ISBN 0-8431-2090-8